# Не годуйте тварин

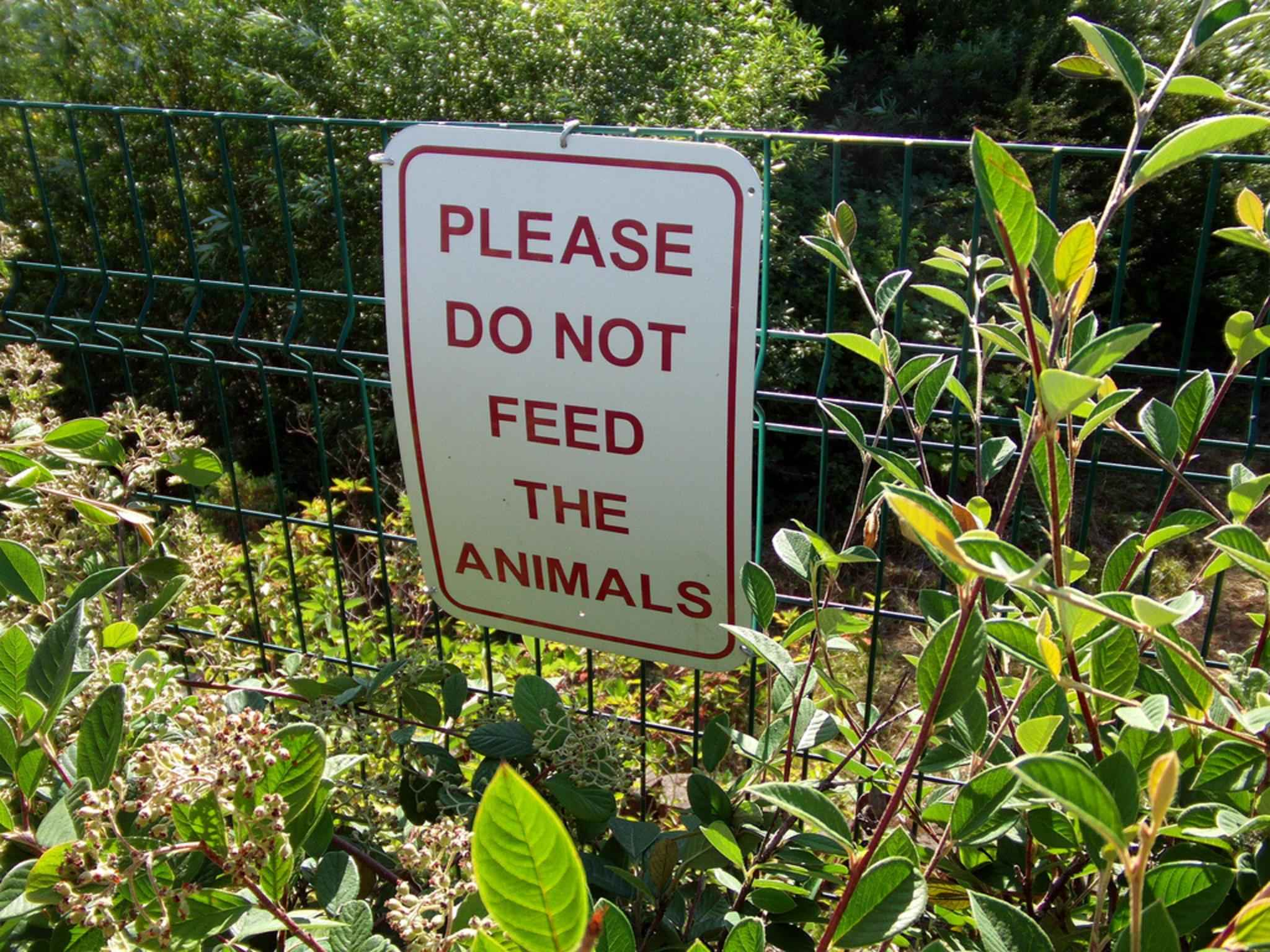
Знак про заборону гоування тварин

Заборона «не годувати тварин» відображає політику, яка забороняє штучне вигодовування живої природи (диких тварин) у ситуаціях, коли це може заподіяти шкоду людям чи самим тваринам. Знаки, що відображають це повідомлення, зазвичай зустрічаються в зоопарках, цирках, тематичних парках для тварин, акваріумах, національних парках, громадських просторах, фермах та інших місцях, де люди контактують з дикою природою.
Однак деякі люди (наприклад, ті, хто любить годувати голубів у містах) відкрито і рішуче виступають проти таких законів, стверджуючи, що тварини, такі як голуби, можуть бути друзями для людей, які не мають компанії чи родини, і кажуть, що закони, які забороняють годувати тварин у міських місцях є недоречними.
У деяких країнах, таких як Греція, годування голубів у містах є поширеною практикою. Культурна неприязнь до годування тварин у містах та закони, які є заборонами, викликають занепокоєння щодо того, як люди ставляться до інших живих істот у міському середовищі.
Політики також протестували проти законів, які забороняють годувати диких голубів у містах. Дикі голуби в містах існували тисячі років, але лише нещодавно в деяких країнах люди почали сприймати їх як проблему і ставали до них ворожими.
В Індії годування диких тварин у містах вважається благородним вчинком.
Академіки кажуть, що поводження людей з тваринами пов’язане з тим, як люди поводяться один з одним, і таким чином викликає занепокоєння з приводу культурного переходу від того, щоб побачити диких голубів міста нешкідливими у 1800-х роках, бачити їх небажаними в деяких країнах у 2000-х.

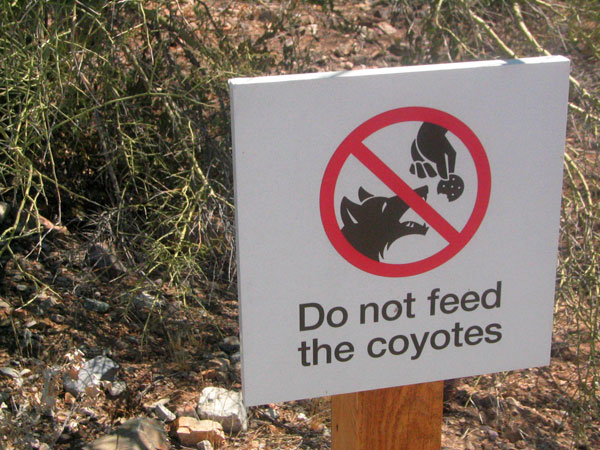
Цей знак перешкоджає годуванню койотів, бо такі дії можуть стати причиною їх агресивної поведінки

У зоопарках давати їжу тваринам не рекомендується через жорсткий контроль за дієтою. Загалом, штучне вигодовування може спричинити дефіцит вітамінів  та дефіцит мінеральних речовин у раціоні.  Ще однією мотивацією є стурбованість тим, що тварини звикають до поглинання сторонніх предметів і згодом можуть поглинути щось шкідливе.  Поза зоопарками викликає занепокоєння те, що збільшення місцевої зосередженої популяції дикої природи через штучне вигодовування може сприяти перенесенню хвороб серед тварин або між тваринами та людьми.   Годування може також змінити поведінку тварин, щоб тварини звичайно подорожували більшими групами, що може зробити передачу хвороби між тваринами більш імовірною.  У громадських просторах згуртування тварин, спричинене годуванням, може призвести до того, що їх вважають шкідниками .  Штучне годування також може призвести до того, що тварини наполегливо шукають їжу у людей, що іноді призводить до травм. 

## Зоопарки

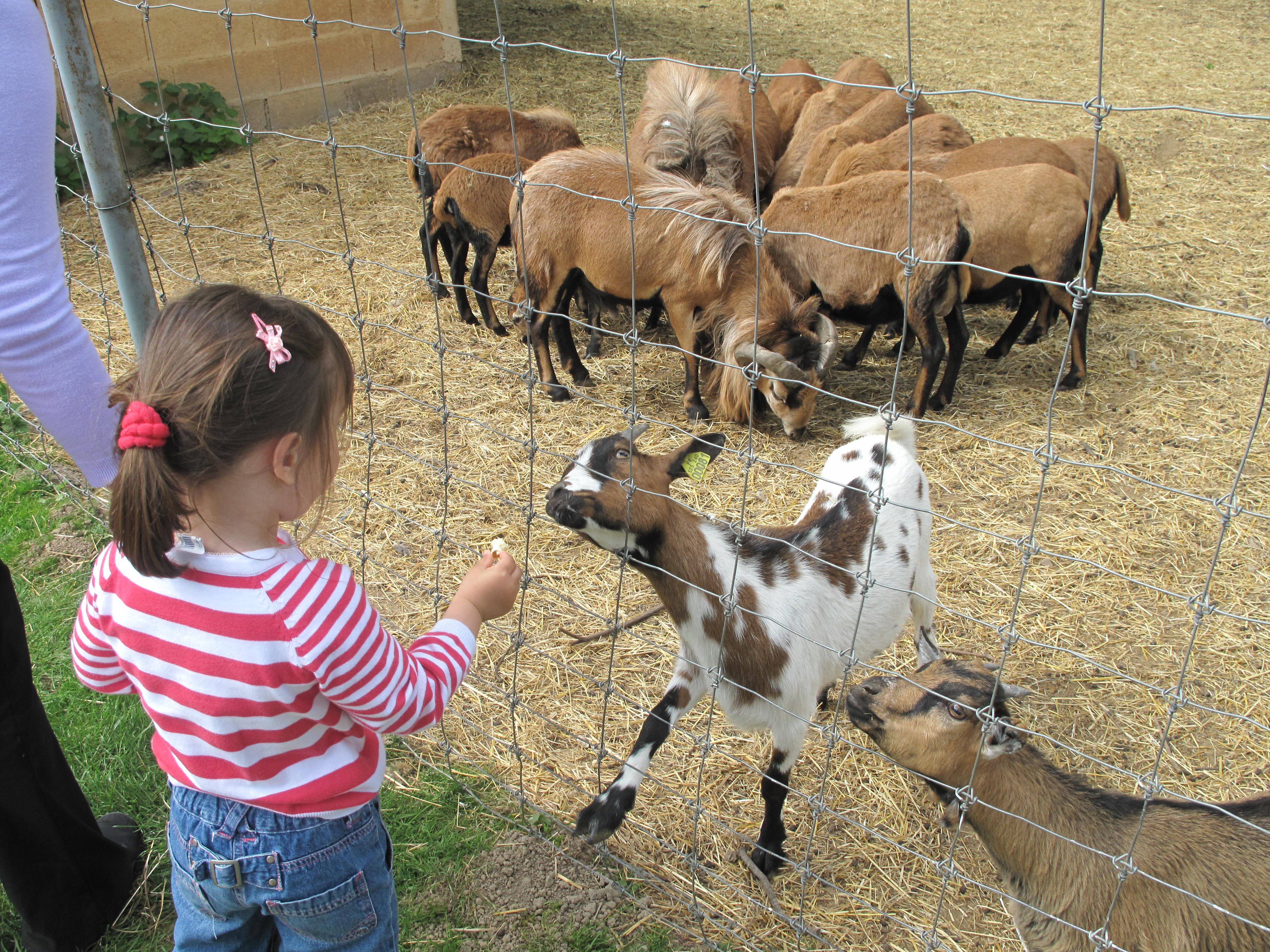
Там, де зоопарки дозволяють відвідувачам годувати тварин, зазвичай це домашні тварини, такі як вівці та кози як у цьому французькому зоопарку

Зоопарки зазвичай відштовхують відвідувачів від дачі тваринам будь-якої їжі.  Деякі зоопарки, зокрема зоотовари, роблять навпаки і активно спонукають людей брати участь у годівлі тварин.  Це, однак, суворо контролюється і, як правило, передбачає набір їжі, яку можна отримати від зоомагазів чи торгових автоматів, а також ретельний вибір, яких тварин годувати, та надання засобів для миття рук, щоб уникнути поширення хвороби.  Домашніх тварин, таких як овець і кіз, часто дозволяється годувати  як і жирафи .

## Національний та державний парки

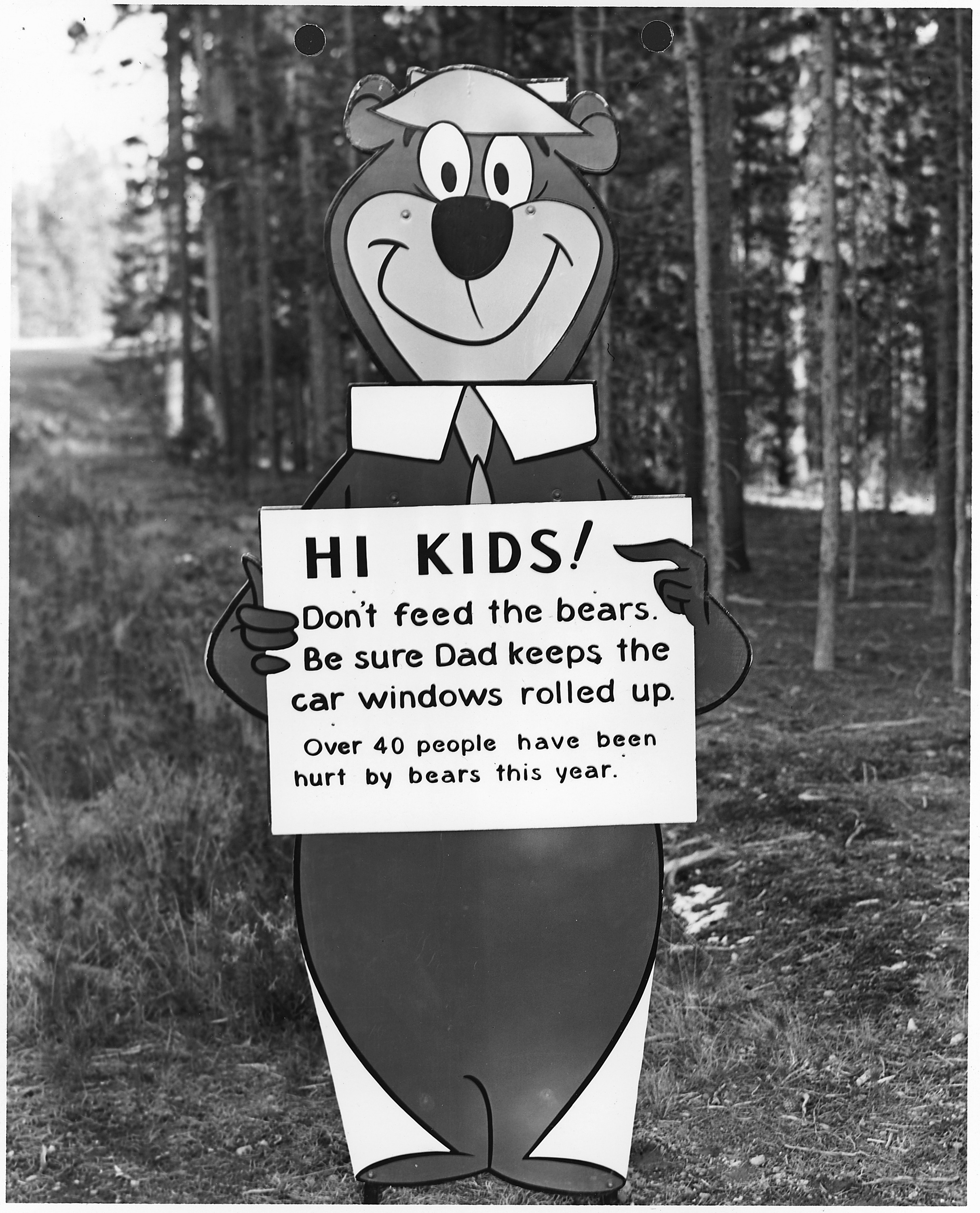
У 60-х роках національні парки США почали перешкоджати годуванню ведмедів як це відображено на цій фотографії 1961 року, на якій зображений ведмідь Йоги

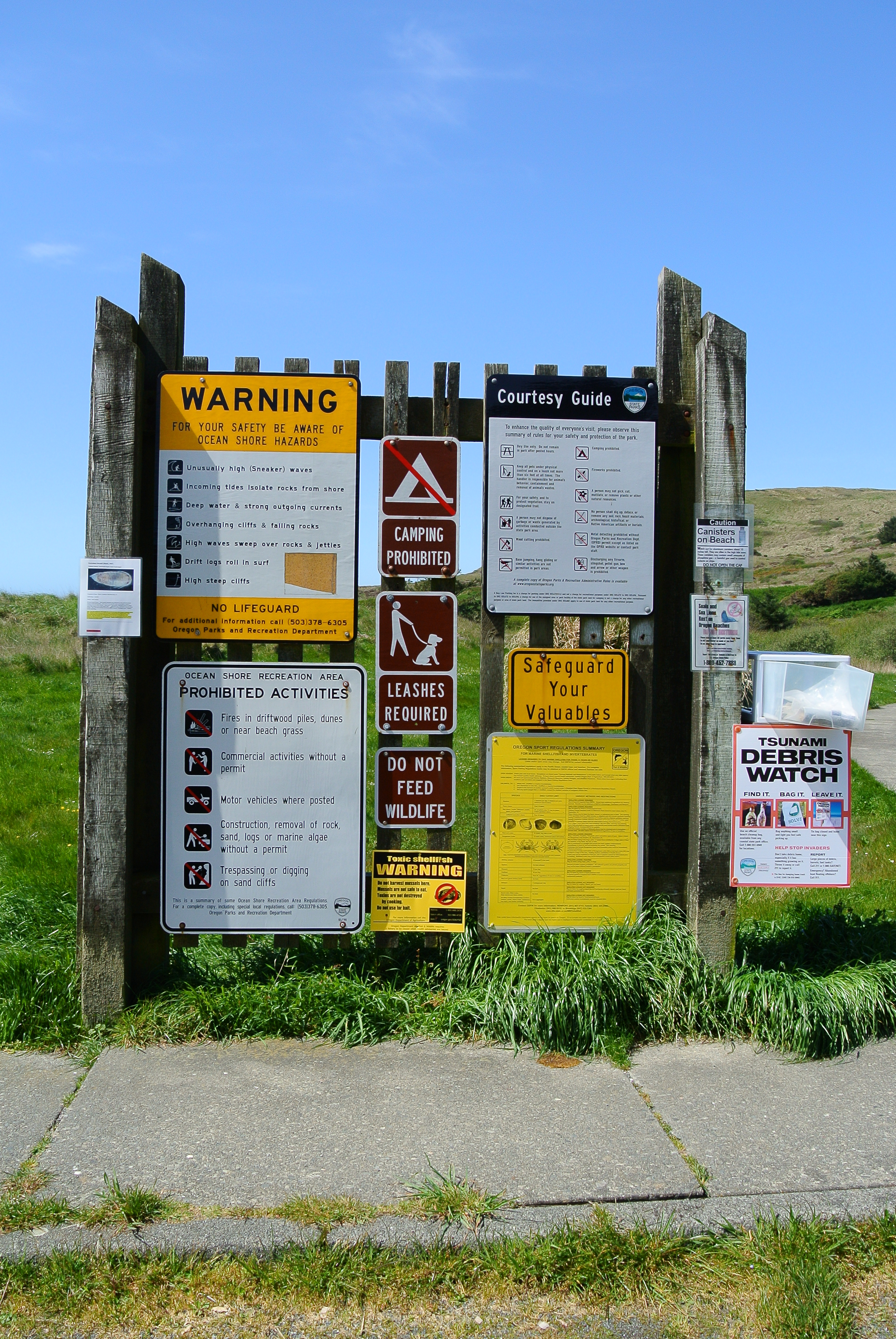
Заборонені заходи та інструкції з безпеки в державному парку в штаті Орегон

У національних парках та державних парках годування тварин може спричинити за собою недоїдання через невідповідний раціон харчування та порушення природного полювання чи збирання їжі. Це також може бути небезпечно для людей, які займаються годуванням.
У США на початку 20 століття управління парків фактично заохочувало годування тварин. Наприклад, "годування вивірок розглядалося як спосіб цивілізації парків і перенаправлення енергій молодих хлопців від агресії та вандалізму до співчуття та милосердя".  Колись паркові рейнджери годували ведмедів перед натовпами туристів.  Однак, з більшою обізнаністю щодо екологічних та інших питань, таку політику вигодовування зараз розглядають як згубну    а національні парки США зараз активно перешкоджають годуванню тварин.
У канадських національних парках забороняється порушувати або годувати дику природу  а Парки Канади радять відвідувачам не залишати «привабливу їжу», а також брудний посуд. Як не дивно, знаки "годувати тварин незаконно" можуть самі стати привабливими для їжі голкошерстами. Сіль на дорогах може приваблювати тварин, яким бракує солі, а трупи тварин, вбитих транспортними засобами також можуть приваблювати хижаків та стерв'ятників, тому оперативне прибирання мертвих тварин вважається елементом якісного менеджменту.

## Морські парки

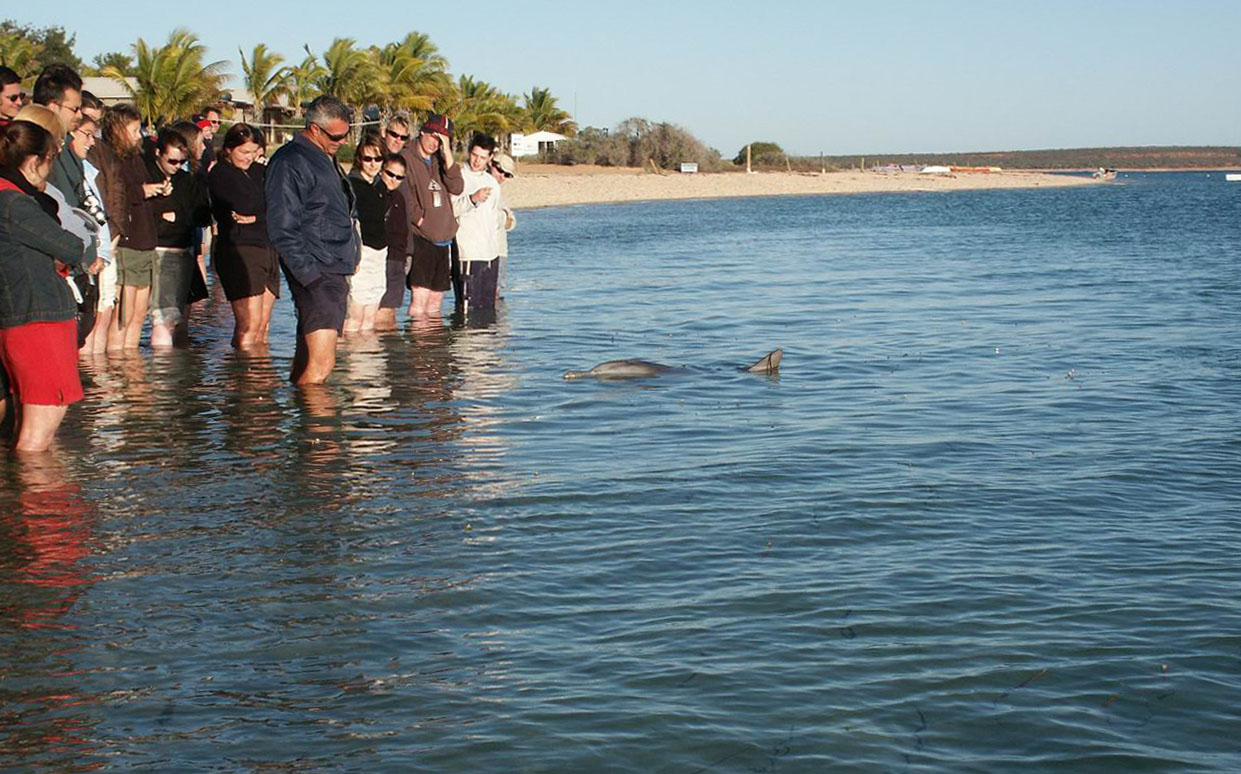
У Monkey Mia в Австралії дельфінів годують під наглядом рейнджерів

Туристичні оператори часто пропонують їжу для залучення морської дикої природи, наприклад акул, у райони, де їх можна легше переглянути. Така практика є суперечливою, оскільки може створити залежність від штучного вигодовування, привчати тварин до місць годування, збільшити міжвидову та внутрішньовидову агресію та збільшити поширення хвороби. У морському парку Великого бар'єрного рифу в Австралії годування акул заборонено. У гавайських водах годування акул дозволено лише у зв'язку з традиційними гавайськими культурними чи релігійними заходами. 
Годування диких дельфінів для туристичних цілей також є суперечливим і заборонене в США, оскільки це може змінити природну поведінку на полюванні, порушити соціальну взаємодію, спонукати дельфінів наближатися до небезпечних предметів або загрожувати їм, і загрожувати людині, яка займається годуванням.   У Мавпа Міа в Західній Австралії дозволено годування дельфінів під наглядом Департаменту навколишнього середовища та охорони природи. 

## Задні двори
Аналогічні питання, що стосуються національних та державних парків, стосуються також приміських та сільських дворів . Штучне годування койотів, оленів та інших диких тварин не рекомендується. Наприклад, годування оленями може сприяти поширенню туберкульозу великої рогатої худоби. Годування птахів годівницями для птахів є винятком, принаймні у США, хоча іноді це може сприяти поширенню хвороби. В Австралії на штучне вигодовування птахів сприймають більш негативно. Натомість рекомендується вирощувати місцеві рослини, які можуть виступати природним джерелом їжі для птахів.  Аналогічні пропозиції були зроблені і в США.

## Знаки про заборону

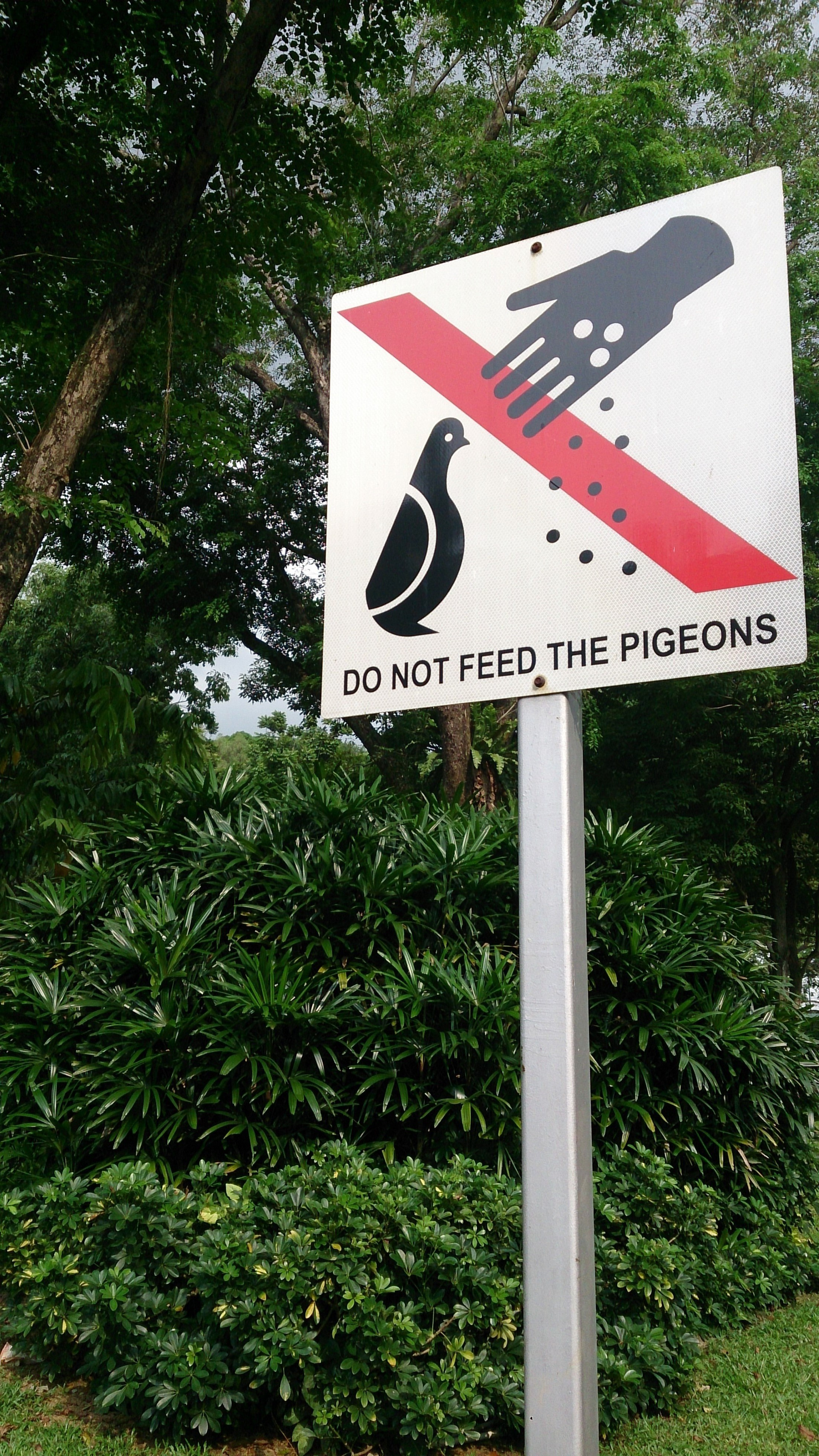
Увійдіть у Сінгапур, щоб сказати людям не годувати голубів

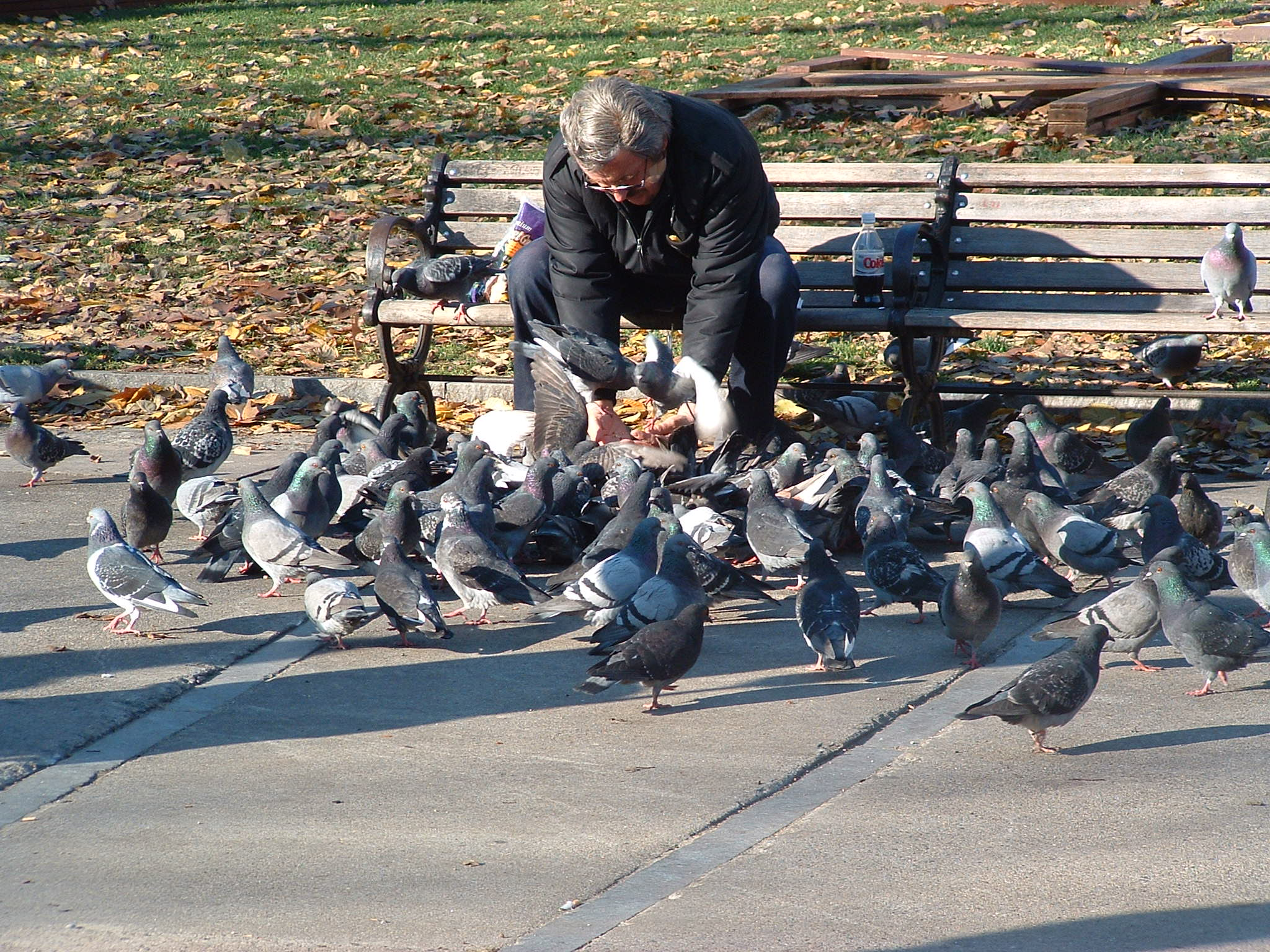
Годують диких голубів у громадському просторі

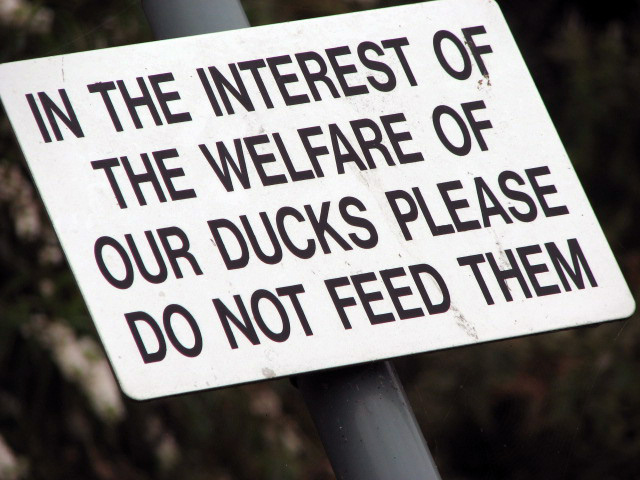
Знак, який говорить громадянам не годувати качок

Диких голубів часто можна зустріти в міських громадських місцях. Їх часто вважають екологічними шкідниками і вони можуть передавати такі захворювання, як пситтакоз. Цілеспрямоване годування диких голубів, хоча і популярне, сприяє цим проблемам.
Качок також часто годують у громадських місцях. В одному американському дослідженні 67% людей, які відвідують міські парки, робили це для годування качок. Однак таке годування може сприяти забрудненню води та перенаселенню птахів, а також затримці зимової міграції настільки, що може бути небезпечним для птахів. Годування білим хлібом качок та гусей може призвести до деформації кісток. Як і голуби, качки можуть також збиратися у великій кількості, коли відбувається годування, що призводить до агресії як до людей, які не мають їжі, так і інших людей у групі. Качки також можуть бути неохайними, а прибирання місцевості, де вони збираються, потребує багато часу.